# Russische Breitspur
Die russische Breitspur ist eine Breitspur mit einer Spurweite im Bereich von 1520 bis 1524 mm (Fünf-Fuß des britischen Längenmaßes). Weit verbreitet war und ist sie im Russischen Kaiserreich, der Sowjetunion und deren Nachfolgestaaten. Sie ist nach der Normalspur die Spurweite mit dem größten Netz.

Verbreitete Spurweiten (russische Breitspur: dunkelgrün)

## Geschichte

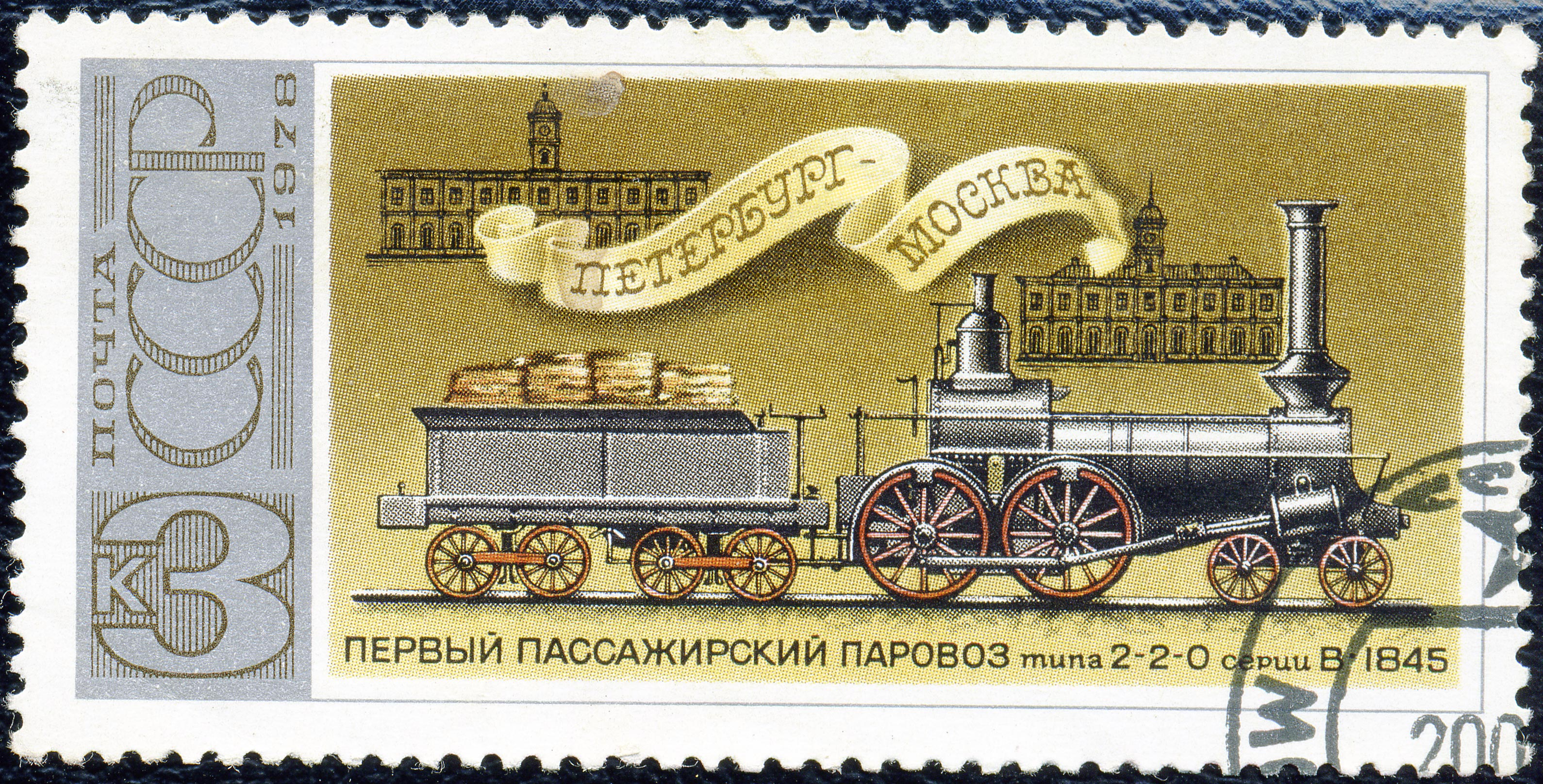
Erste Personenzuglokomotive der russischen Breitspur (Baureihe В, 1845)

### 1524 mm
Strecken in der Spurweite von 1524 mm wurden in der Frühzeit der Eisenbahn sowohl in Großbritannien als auch in den Südstaaten der USA gebaut.
Die erste russische Eisenbahn zwischen Sankt Petersburg und Zarskoje Selo, 1837 eröffnet, hatte eine Spurweite von sechs britischen Fuß (1829 mm), die zweite Strecke, die Warschau-Wiener Eisenbahn entstand in Normalspur. Das löste für die Planung des nächstfolgenden Großprojekts, der Bahnstrecke Sankt Petersburg–Moskau, eine Diskussion über die zu verwendende Spurweite aus. Eine dazu eingesetzte Kommission kam zu dem Schluss, dass bei einer Reduzierung der Spurweite von sechs auf fünf Fuß etwa 3 % der Baukosten eingespart werden konnten, ohne dass es hinsichtlich Sicherheit oder Komfort zu Einschränkungen komme. Das führte zu der Entscheidung vom 14. Februarjul. / 26. Februar 1843greg., die Fünf-Fuß-Spurweite zu verwenden.
Ein durchgehender Zugverkehr zwischen Breit- und dem Regelspurnetz war zunächst nicht möglich.

### 1520 mm
Wissenschaftler des Allrussischen Forschungsinstituts für Schienenverkehr (VNIIZhT) kamen zu dem Schluss, dass eine Reduzierung der russischen Breitspur um vier Millimeter auf 1520 mm das Spurspiel und damit den Verschleiß und die Lärmemission verringere. Daraufhin wurden entsprechende neue Regeln für den technischen Betrieb der Eisenbahnen der UdSSR abgefasst und im November 1970 durch den sowjetischen Eisenbahnminister, Boris Beschtschew, in Kraft gesetzt. Im Einzelnen bedeutete das:
- Das Regelmaß der Spurweite wurde von 1524 mm auf 1520 mm,
- das Kleinstmaß auf geraden Streckenabschnitten von 1522 mm auf 1512 mm und
- im Bereich von Bögen mit einem Mindestradius von 350 m der Mindestabstand von 1540 mm auf 1520 mm herabgesetzt.

Diese Spurweitenverringerung hatte für die eingesetzten Fahrzeuge keine Konsequenzen, die Radsatznenn- und -grenzmaße wurden nicht verändert. Das Spurspiel entspricht seitdem den Verhältnissen im europäischen Regelspurnetz. Im Bereich des Oberbaus wurde die neue Spurweite nur bei entsprechenden Instandsetzungen und Neubauten umgesetzt, der Altbestand verblieb zunächst in der alten Spurweite.
Die Finnische Eisenbahn sowie die Straßenbahnen und Metros in der Sowjetunion waren davon nicht betroffen und haben nominal nach wie vor eine Spurweite von 1524 Millimetern. Die Grenzmaße sind allerdings identisch.
Im Jahre 1951 schlossen sich die Eisenbahnen im Bereich des Rates für gegenseitige Wirtschaftshilfe zur Organisation für die Zusammenarbeit der Eisenbahnen (OSShD) zusammen. Nach der Wende 1990 formierte sich die OSShD zu einer Vereinigung, in der vorwiegend Eisenbahnen vertreten sind, die ihr Hauptnetz in russischer Breitspur betreiben.

## Verwendung

### Aktuell

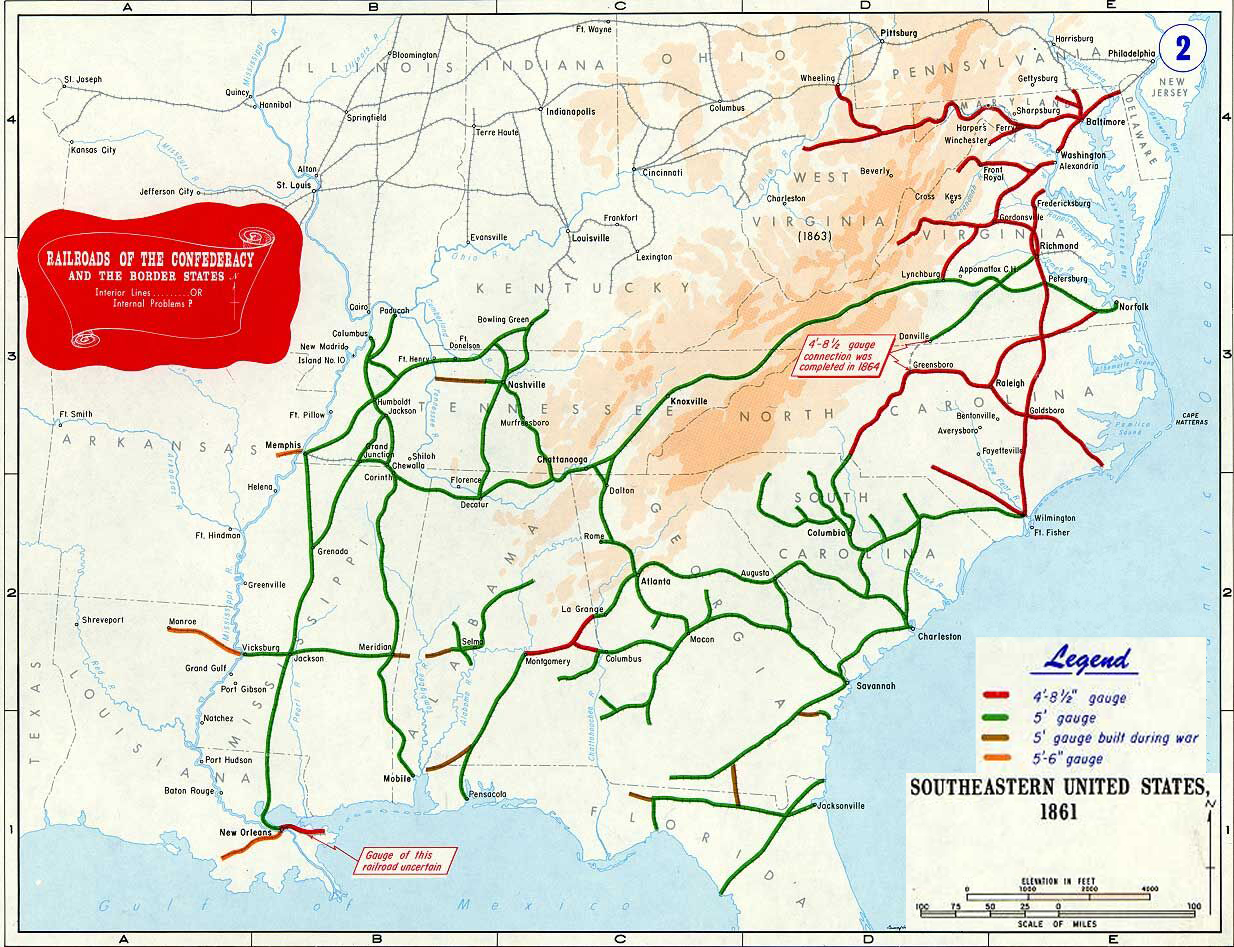
Eisenbahnnetz der Konföderierten Staaten von Amerika im Jahr 1861, Strecken mit 1524 mm (5 ft) in grün

Die Eisenbahnen in folgenden Staaten bestehen in größerem Umfang aus der russischen Breitspur:
- Armenien
- Aserbaidschan
- Belarus
- Estland
- Finnland
- Georgien
- Kasachstan
- Kirgisistan
- Lettland
- Litauen
- Republik Moldau
- Mongolei
- Russland
- Tadschikistan
- Turkmenistan
- Ukraine
- Usbekistan

### Historisch
Historisch gab es Strecken in russischer Breitspur bei folgenden Eisenbahnen:
- Panama Canal Railway: 1855 in russischer Breitspur vollständig in Betrieb genommen, 2001 auf 1435 mm umgespurt
- Türkische Eisenbahn: Strecken im Bereich von Kars, das vor 1918 zum Russischen Reich gehört hatte; bis 1964 umgespurt[6]
- Vereinigte Staaten von Amerika: Im 19. Jahrhundert entstanden die Netze verschiedener US-amerikanischer Eisenbahngesellschaften in der Spurweite von 1524 mm, vor allem in den Südstaaten bzw. dem Gebiet der Konföderierten Staaten. Zumindest bei ausgesuchten Fahrzeugen war hier eine Umspurung möglich.[7] Bis 1886 wurden diese Strecken auf Normalspur umgespurt, die letzten rund 11 500 Meilen in einer konzertierten Aktion innerhalb weniger Tage im Mai 1886.[8]

## Übergang zum Normalspurnetz

### Technische Voraussetzungen

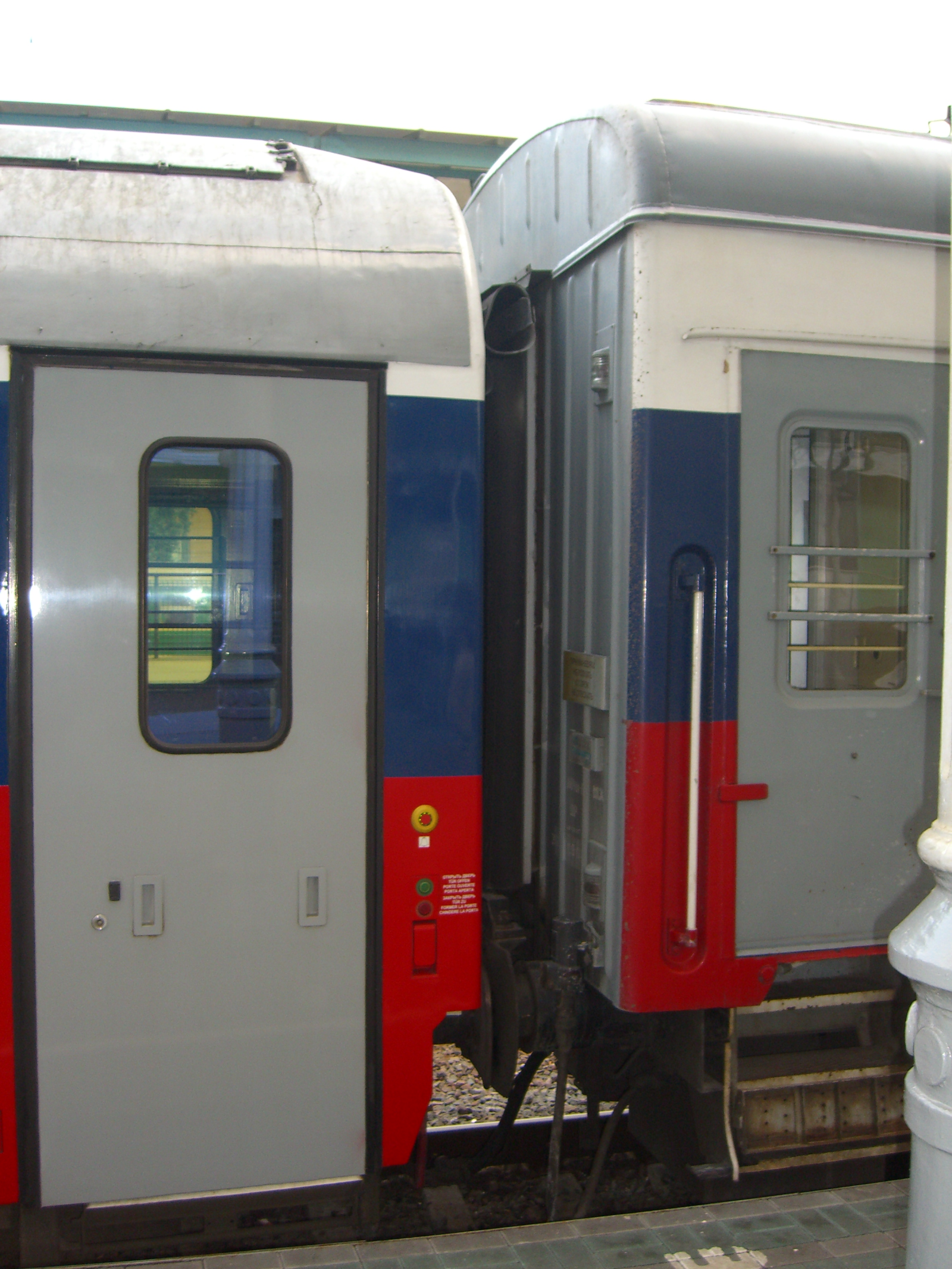
Kupplung eines RIC- und eines russischen Weitstreckenwagens: Beide sind übergangsfähig.

Trotz des Unterschiedes in der Spurweite waren die technischen Unterschiede zwischen den europäischen Regel- und den russischen Breitspurfahrzeugen um 1900 gering. Abgesehen von der Spurweite richteten sich auch die europäischen Breitspurbahnen weitgehend nach den Regeln der Technischen Einheit im Eisenbahnwesen, insbesondere bei Bauart und Anordnung der Zug- und Stoßvorrichtung der Fahrzeuge. Die durchgehende, indirekt wirkende Druckluftbremse wurde ebenfalls nach einheitlichen Grundsätzen eingeführt. Das Lichtraumprofil wich nicht wesentlich ab. Damit bestanden deutlich bessere Voraussetzungen für einen Fahrzeugübergang als zu Schmalspurnetzen. Entscheidend war, Radsätze der jeweils anderen Spurweite einbauen zu können: Innenrahmen müssen schmal genug für Regel- und Außenrahmen breit genug für Breitspurradsätze sein. Zudem müssen Klotzbremsen umstellbar sein. Insbesondere bei Reisezugwagen erwies es sich als vorteilhaft, die Drehgestelle im Ganzen zu wechseln. Haupthindernis, um Techniken zu entwickeln, die spurweitenüberschreitenden Verkehr vereinfachten, waren im zwanzigsten Jahrhundert eher politischer Art. Durch die damit ausgelöste Isolierung der Eisenbahnnetze entwickelten diese sich auch technisch weiter auseinander. Im russischen Breitspurnetz wurde das Lichtraumprofil vergrößert und die selbsttätige Mittelpufferkupplung der Bauart SA-3 eingeführt.
Ab den 1960er Jahren planten die mittel- und südosteuropäischen Mitgliedsbahnen der OSShD, das sowjetische Lichtraumprofil 1-SM allgemein einzuführen. Dieses hätte das Verkehren von Wagen der sowjetischen Eisenbahnen ohne betriebliche Sonderbehandlung aufgrund von Lademaßüberschreitungen ermöglicht. Dieses Lichtraumprofil wurde bei allen größeren Um- und Ausbaumaßnahmen zugrunde gelegt. Infolge der politischen Veränderungen nach 1990 wurde das Vorhaben nicht weiter verfolgt.
Reisezugwagen mit breiterer russischer Umgrenzungslinie sind heute in europäischen Normalspurnetz nur noch in Polen zugelassen. Die ab Warschau verkehrenden Fernreisezüge nach Belarus und die Ukraine werden üblicherweise daraus gebildet. Bis Mitte der 1990er Jahre kamen diese Wagen bis Berlin und in Militärreisezügen für die Gruppe der Sowjetischen Streitkräfte in Deutschland bis Dresden, Erfurt, Magdeburg, Schwerin und Wünsdorf. Der Bau neuer Bahnsteige im Land Brandenburg verhindert heute die Weiterfahrt ab Frankfurt (Oder). In der Slowakei kommen umgespurte Güterwagen mit russischem Profil bis Bratislava. Wegen der notwendigen Kuppelwagen werden sie meist an der Spitze der Güterzüge eingestellt.

### Systemschnittstellen
Das Netz russischer Breitspur und die umgebenden Netze mit Normalspur liegen einander an folgenden Grenzen gegenüber:
- Schweden–Finnland
- Polen–Russland (Oblast Kaliningrad[Anm. 1])
- Polen–Litauen
- Polen–Belarus
- Polen–Ukraine
- Slowakei–Ukraine
- Ungarn–Ukraine
- Rumänien–Ukraine[Anm. 2]
- Rumänien–Republik Moldau
- Türkei–Georgien
- Türkei–Armenien (wegen politischer Gegensätze ohne Betrieb)
- Iran[Anm. 3]–Aserbaidschan
- Iran–Turkmenistan[9]
- Afghanistan[Anm. 4]
- China–Kasachstan
- China–Russland
- China–Mongolei
- Nordkorea–Russland

Allerdings gibt es neben den Grenzbahnhöfen mit beiden Spurweiten einige längere grenzüberschreitende Strecken mit beiden Spurweiten. Neben formal zweigleisigen Strecken mit parallelen Gleisen für beide Spurweiten bestehen auch eingleisige Abschnitte mit Vierschienengleisen.
Strecken in der jeweils anderen Spurweite

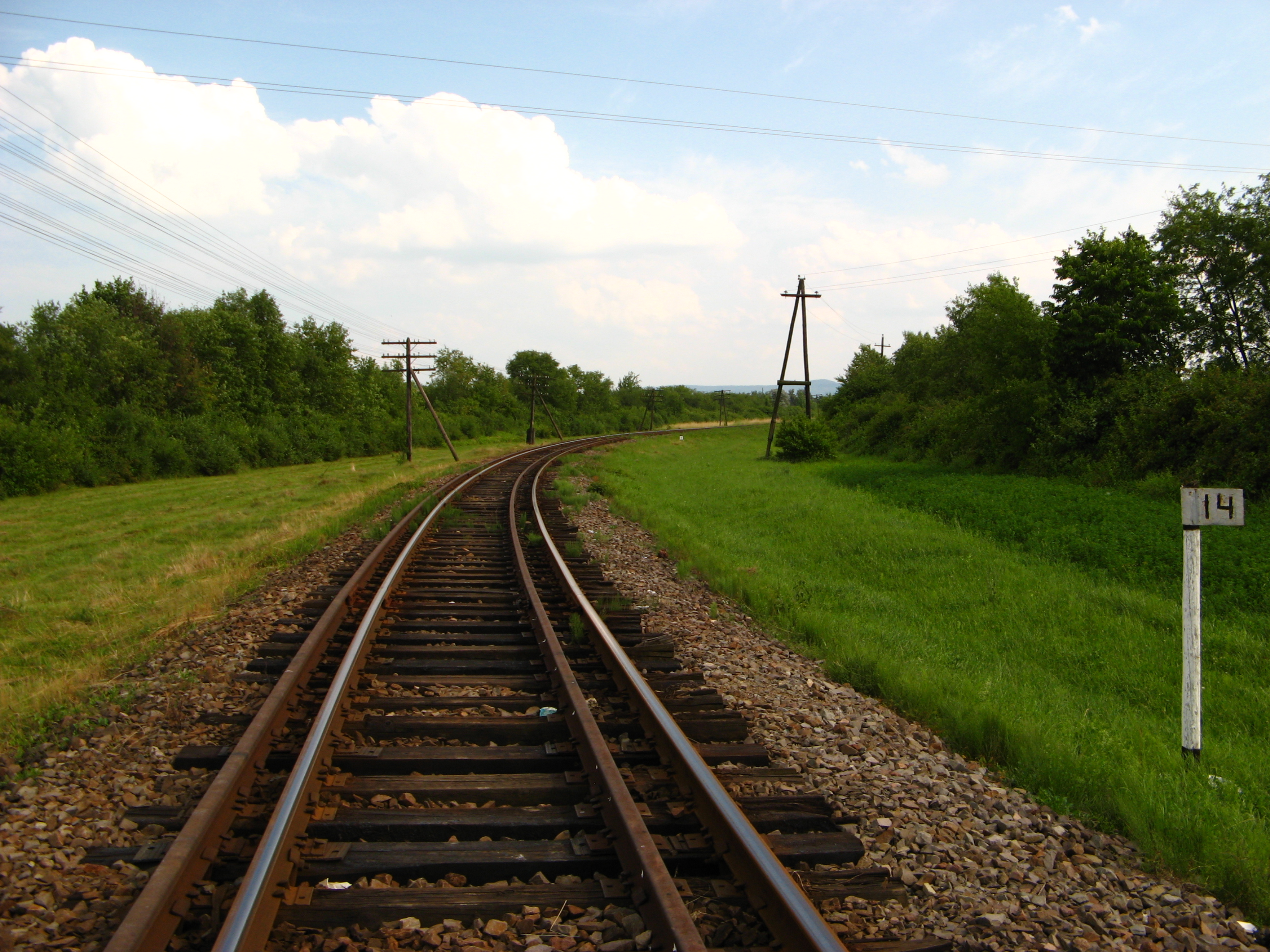
Vierschienengleis der Bahnstrecke Przemyśl–Chyriw, Ukraine

- Strecke Kowel–Chełm, 90 km, Ukraine–Polen[Anm. 6]
- Linia Hutnicza Szerokotorowa, 397 km, Ukraine–Polen[10]
- Bahnstrecke Uschhorod–Haniska, 88 km, Slowakei[11]

Strecken mit parallelen Gleisen beider Spurweiten
- Kaliningrad–Chruściel, Bahnstrecke Malbork–Braniewo, Bahnstrecke Kaliningrad–Mamonowo (Polen/Russland)[12]

Strecken mit Vierschienengleis
- Bahnstrecke Trakiszki–Šeštokai–Kaunas (Polen/Litauen)
- Przemyśl–Mostys'ka 1[13] (Polen/Ukraine)
- Bahnstrecken Przemyśl–Chyriw und Stryj–Starjawa, infolge Ukraine-Krieg bis 2023 wieder in Betrieb genommen. Von 1963 bis 1995 bestand über diese Verbindung ein normalspuriger Privilegierter Durchgangsverkehr in der Relation Przemyśl–Zagórz.
- Bahnstrecke Halmeu (Rumänien)–Wynohradiw (Ukraine)–Batjowo–Záhony (Ungarn)[14]
- Bahnstrecke Tereswa–Valea Vișeului (Abschnitt der Bahnstrecke Sighetu Marmației–Iwano-Frankiwsk), 60 km, Rumänien[15]
- Bahnstrecke Chassan–Rajin, 54 km, Russland–Nordkorea

Umspuranlagen
- Fährhafen Sassnitz, Deutschland[16]
- Mockava, Litauen[17]
- Bahnhof Brest, Belarus[18]
- Jagodzin, Ukraine[19]
- Tschop[20]
- Bahnhof Achalkalaki[21]
- Astara, Bahnstrecke Qazvin–Astara[22] (noch nicht in Betrieb[Anm. 8])
- Dostyk / Alashankou, Bahnstrecke Aqtoghai–Urumtschi (Kasachstan/China)
- Eren Hot, Transmongolische Eisenbahn (Mongolei/China)
- Sabaikalsk, Bahnstrecke Karymskaja–Sabaikalsk (Russland/China)

Weitere Breitspurgleise im Normalspurbereich
Kürzere Abschnitte von Breitspurgleisen im Normalspurbereich bestehen z. B. im
- Fährhafen Sassnitz, Deutschland
- Fährhafen Warna, Bulgarien[23]

## Einzelne Staaten

### Finnland
Da das Großfürstentum Finnland, als dort die erste Eisenbahnstrecke gebaut wurde (eröffnet 1862), zum Russischen Reich gehörte, wurde dabei die russische Breitspur verwendet. Nach der finnischen Unabhängigkeit 1917 änderte sich daran nichts. Zwar gab es bereits 1959 die Überlegung, die Spurweite zu verringern. Das wurde aber nicht weiter verfolgt. Der Nennwert der Spurweite in Finnland beträgt nach wie vor 1524 Millimeter, jedoch entsprechen die Grenzwerte denen im russischen Breitspurnetz.
Wegen des betrieblichen Aufwandes infolge der technischen Unterschiede insbesondere bei Kupplungen und Zugbremse verkehren finnische Wagen nur selten im russischen Netz. Der Güterverkehr zwischen den beiden Ländern wird mit russischen Güterwagen durchgeführt, die in deutlich größerer Menge zur Verfügung stehen. In Finnland unterliegen sie wegen der einlösigen Bremse einer Geschwindigkeitsbegrenzung. Viele finnische Lokomotiven sind mit der russischen Mittelpufferkupplung SA-3 ausgestattet. Neuere Lokomotiven wie die der Reihen Sr2 und Sr3 erhielten Unilink-Kupplungen mit integrierter Schraubenkupplungskette.
Für den grenzüberschreitenden Verkehr zwischen Finnland einerseits und Schweden und Mitteleuropa andererseits werden Güterwagen mit tauschbaren Radsätzen oder Drehgestellen verwendet. Finnlandtaugliche Güterwagen werden mit einem doppelt rechteckig eingerahmten »E« an den Seitenwänden rechts gekennzeichnet. Der Umfang dieser Verkehre ist durch die Konkurrenz des Straßengüterverkehrs aber inzwischen sehr gering.
Eisenbahnfährbetriebe zwischen Finnland und dem europäischen Regelspurnetz bestehen seit 2007 nicht mehr.
Für die geplante Anbindung Finnlands und der Baltischen Staaten nach Mitteleuropa über die Rail-Baltica-Strecke ist eine Errichtung in Normalspur (1435 mm) vorgesehen, was eine Verbindung mit dem europäischen Hochgeschwindigkeitsverkehr ermöglicht.

### USA
Die Duquesne Incline, eine touristische Standseilbahn in Pittsburgh im US-Bundesstaat Pennsylvania, verwendet die russische Breitspur.